# Carl Woelck

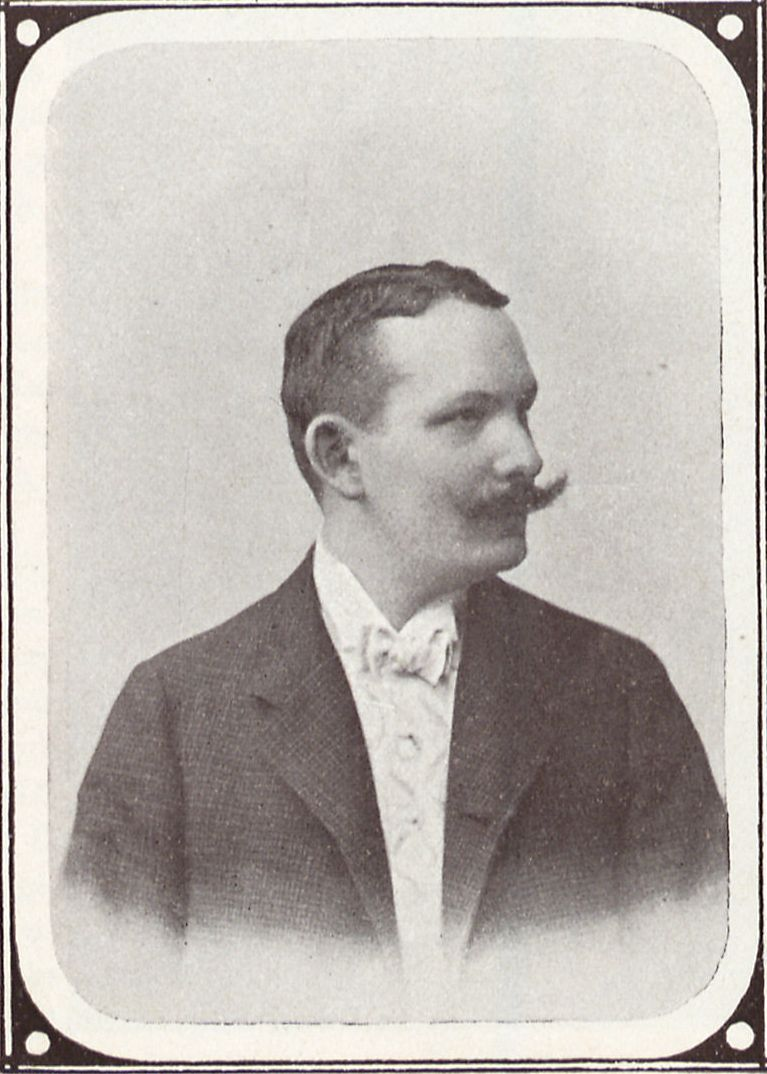
Dr. jur. Carl WoelckBürgermeister von Weißensee

Carl Woelck (* 21. September 1868 in Rosenberg in Westpreußen; † 23. September 1937 in Berlin) war ein deutscher Verwaltungsjurist. Von 1906 bis April 1920 war er der letzte Bürgermeister der Landgemeinde Weißensee, bevor diese im Oktober 1920 nach Groß-Berlin eingemeindet wurde.

## Leben

### Ausbildung
Nach dem Abitur am Thorner Gymnasium studierte Carl Woelck Rechtswissenschaft an der Universität Leipzig. Er wurde im Corps Lusatia Leipzig aktiv. Da er wegen eines Lungenleidens nicht auf blanke Waffen Satisfaktion geben konnte, wurde er Corpsschleifenträger. 1896 wurde er in Leipzig zum Dr. iur. promoviert.

### Stadtrat in Schöneberg
Am 13. Dezember 1899 wurde er vom Magistrat der Stadt Schöneberg zum Magistratsassessor gewählt. Die Stelle trat er am 1. Januar 1900 an. Zuvor war er beim Magistrat von Charlottenburg als Gerichtsassessor tätig.
Bereits ein Jahr später, am 11. März 1901, wurde er von der Stadtverordnetenversammlung einstimmig zum besoldeten Stadtrat gewählt und am 22. April 1901 in sein Amt eingeführt. In dieser Position war er unter anderem für Gemeindesteuersachen, Grundeigentumssachen, Vollstreckungsangelegenheiten, sowie Angelegenheiten des Armenwesens zuständig. So war er Vorsitzender des Gemeindesteuerausschusses, stellvertretender Vorsitzender der Armendirektion, sowie Mitglied der Grundeigentumsdeputation. Anfangs war er auch stellvertretender Vorsitzender des Kuratoriums für die Volksbücherei.
Darüber hinaus vertrat Woelck die Stadt Schöneberg bei den Verbandsversammlungen Deutscher Gewerbegerichte am 19. September 1900 in Mainz, sowie am 10. und 11. September 1901 in Lübeck. Auch beim 24. ordentlichen Brandenburgischen Städtetag, der am 16. und 17. September 1901 in Luckenwalde stattfand, nahm er als Vertreter der Stadt teil.
Am 18. November 1905 legte er sein Amt als Stadtrat aufgrund seiner Wahl zum Amts- und Gemeindevorsteher von Weißensee nieder.

### Gemeindevorsteher von Weißensee
1905 wurden das Dorf Weißensee und Neu-Weißensee zu einer Großgemeinde mit 37.500 Bewohnern zusammengelegt. Woelck wurde am 6. November 1905 zu ihrem Gemeindevorsteher gewählt. Seit dem 10. März 1906 führte er die Amtsbezeichnung Bürgermeister. Er gewann Carl James Bühring als Stadtbaurat. Mit ihm wollte er aus „dem planlosen Gemenge von dörflichen Anwesen, Äckern, Wegen, Häusern und Fabriken ein vorbildliches Gemeinwesen machen“ und das Stadtrecht erreichen. Mit Otto Pasedag sorgte er für Industrieansiedlungen, den großzügigen Bau von einfachen und exklusiven Wohnungen, das Angebot an Bauland und Projekten mit günstigen Hypothekenbedingungen, die Entwicklung der Verkehrswege und der Energie- und Wasserversorgung sowie für eigene Abwasseranlagen. Bührings neues Ortszentrum – ein Backsteinensemble mit Schule, Stadthalle, Pumpwerk und Wohnhäusern – steht unter Denkmalschutz. Oberregierungsrat Woelck veranlasste den Ankauf des Weißen Sees und die Gestaltung der Uferpromenade als öffentliche Parkanlage. Zu seinen Verdiensten gehört auch die Errichtung des Gemeindeforums zwischen 1908 und 1912 nach Bührings Entwürfen. Am 20. April 1920 trat er von seinem Amt zurück und ging daraufhin in den Ruhestand. Danach war das Amt des Gemeindevorstehers in Weißensee bis zur Eingemeindung nach Berlin im Oktober 1920 unbesetzt.
Der Bereich östlich des Weißen Sees wird heute durch eine städtische Bebauung geprägt, die im Wesentlichen auf Woelck zurückgeht.

### Spätere Tätigkeiten
Nach seiner Tätigkeit als Gemeindevorsteher war er als Regierungsrat beim Finanzamt Cosel beschäftigt.
Am 7. Juni 1920 wurde er vom Kreisausschuss des Kreises Niederbarnim in das Schiedsgericht für Groß-Berlin gewählt, um den Kreis dort zu vertreten. Im Zuge der Bildung Groß-Berlins führte die Stadt Berlin Verhandlungen mit den Kreisen Teltow, Niederbarnim und Osthavelland über Geldentschädigungen für die nach Berlin eingemeindeten Städte und Gemeinden und den Verbleib der Kreis- und Provinzialeinrichtungen. Das Schiedsgericht war dafür zuständig eine Entscheidung zu treffen, wenn bei den Verhandlungen keine Einigung erzielt wird.
Am 23. September 1937 starb Carl Woelck nur zwei Tage nach seinem 69. Geburtstag in Zehlendorf und wurde auf dem Friedhof Weißensee (Roelckestraße) beigesetzt.

## Ehrungen

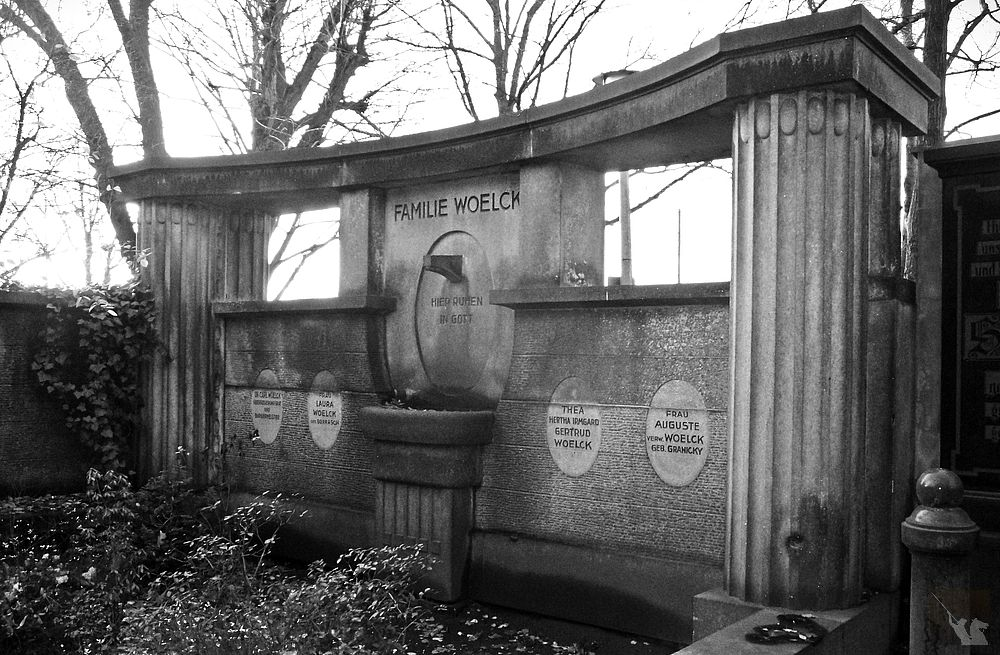
Ehrengrab der Familie Woelck auf dem Friedhof Weißensee

Von 1995 bis 2017 war sein Grab als Ehrengrab der Stadt Berlin gewidmet.
Seit 1915 trägt die Woelckpromenade seinen Namen.

## Familie
Sein 14 Jahre jüngerer Bruder Kurt Woelck war der letzte Oberbürgermeister von Spandau.